# Lijst van burgemeesters van Loppem
Dit is een chronologische lijst van burgemeesters van Loppem, een voormalige gemeente in de Belgische provincie West-Vlaanderen, thans deelgemeente van de gemeente Zedelgem.
Bij de indeling, in de Franse Tijd, van het departement van de Leie in 40 kantons, behoorde Loppem tot het kanton Oostkamp. Van het Jaar V tot het jaar VIII der Franse Republiek (1796-1799) hadden de huwelijken plaats in de hoofdplaats van het kanton, terwijl de 'officier municipal' die aangesteld was voor Assebroek, Philippe Godderis, de registers van geboorte en overlijden bijhield. Hij werd in 1796 opgevolgd door Adriaan De Knock
Na de 18 Brumaire (9 november 1799) besliste het Consulaat dat de kantons werden afgeschaft en iedere gemeente werd zelfstandig.

## Ancien régime: heerlijkheid Loppem
- 1657-1675: Charles de Schietere (1608-1675), heer van Lophem en van den Houtschen
- 1675-1690: Boudewijn de Schietere (1655-1690), heer van Lophem en van den Houtschen
- 1690-1745: François de Schietere (1683-1748), heer van Lophem en van den Houtschen
- 1745-1786: Thomas-Augustin de Schietere de Lophem (1734-1786), heer van Lophem
- 1789-1794: Thomas-Louis de Schietere de Lophem, laatste heer van Lophem

## Franse tijd en Verenigd Koninkrijk der Nederlanden
- 1800-1808: Adriaan De Knock
- 1808: Jean Dhoore (februari tot oktober)
- 1809-1815: Thomas-Louis de Schietere de Lophem
- 1815-1830: Joseph-Bernard van Caloen

## Belgisch koninkrijk
- 1831-1843: Augustinus Lauwers
- 1843-1848: Charles-Thomas de Schietere de Lophem
- 1848-1866: Charles van Caloen
- 1866-1870: Leopold Willems (waarnemend)
- 1870-1890: Charles van Caloen
- 1890-1932: Albert van Caloen
- 1933-1939: Camiel Barbier
- 1939-1945: Henri Blomme
- 1945-1946: Marcel Barbier (interim)
- 1947-1970: Karl van Caloen
- 1971-1975: Claude Carron de la Carrière
- maart 1976-december 1976: Wilfried Verhaeghe